# Ehrenwinkel der Alten Kämpfer

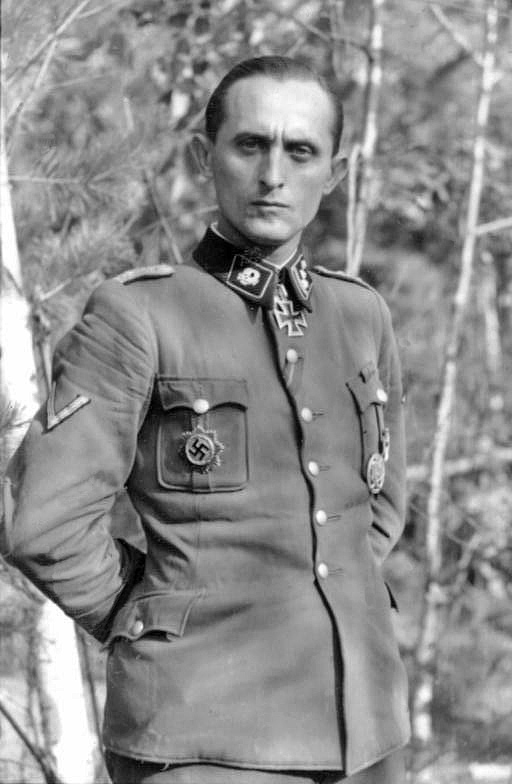
SS-Hauptsturmführer Max Seela mit dem Ehrenwinkel der Alten Kämpfer am rechten Ärmel der Uniformjacke.

Die Ehrenwinkel der Alten Kämpfer waren Ehrenzeichen der NSDAP und wurden von Adolf Hitler im Februar 1934 für Angehörige der sogenannten „NS-Kampforganisationen“ (SS, SA usw.) gestiftet. Ab 1942 wurden diese Ehrenwinkel auch bei allen Polizeidienststellen bzw. den Hauptämtern, der Feuerwehr und der Technischen Nothilfe eingeführt.
Im Laufe des Zweiten Weltkrieges wurde die aufwendige Aluminium- und Goldstickerei durch einfachere Baumwollborten in silbergrau und dunkelgelb mit schwarzen Trennstreifen ersetzt. Die ursprüngliche Fassung wurde ab diesem Zeitpunkt nur noch im Standortdienst oder bei den verschiedenen Paradeuniformen verwendet.

## Allgemeines
Die Ehrenwinkel der Altmitglieder der NSDAP, der sogenannten „Alten Kämpfer“, bestanden aus einer im 60-Grad-Winkel angeordneten und 10 mm breiten, durchwirkten gold- bzw. aus einer silberfarbenen Aluminiumtresse. Ursprünglich auf schwarzen Stoffuntergrund in den Maßen 9 × 8 cm liegend, wurde es nach 1939 üblich, am Rand einen ca. 1 mm breiten Längsstreifen aus schwarzem Uniformtuch anzufertigen, der die Stoffunterlage ersetzte. Durch diese Einsparungsmaßnahme änderten sich die Maße der Ehrenwinkel nicht, die Größe von 9 × 8 cm blieb weiterhin bestehen.
Die Ehrenwinkel der Alten Kämpfer wurden in allen Partei-Organisationen auf dem rechten Oberarm getragen und konnten auch ehrenhalber verliehen werden. Letzteres betraf vor allem jene Personengruppe, die relativ spät – meist Mitte bis Ende der 1930er Jahre – in die NSDAP bzw. in einer der angeschlossenen Unterorganisationen beigetreten waren. Diese mussten dann für die Verleihung nachweisen, dass sie sich bereits vor der Machtergreifung aktiv für die politischen Ziele der NSDAP eingesetzt hatten, ohne ihr jedoch angehört zu haben.

## SA-Ehrenwinkel (korrekt: Abzeichen für altgediente Angehörige der SA)
Der mit Verfügung (Der Oberste SA-Führer. I Nr. 1707/34. Betr.: Abzeichen für altgediente Angehörige der SA.) am 3. Februar 1934 durch Stabschef Ernst Röhm eingeführte so genannte SA-Ehrenwinkel lag auf einem hellbraunen Untergrund. Er bestand allerdings laut Verfügung aus einer 1 cm breiten mit rot durchwirkten Goldtresse und nicht aus einer "durchwirkten goldfarbenen Aluminiumtresse, die zwei ca. 1 cm breite rote Trennstreifen aufwies". Der Ehrenwinkel wurde gemäß der vorgenannten Verfügung an "SA-Führer und Männern verliehen, die in der Zeit vom 1. 1.1923 bis 31.12. 1932 in die SA eingetreten sind und außerdem mindestens seit 1.1.1933 ununterbrochen in der SA stehen, ...".Ferner bestimmt diese Verfügung: "Alle jene SA-Führer und -Männer, die nach dem 31.12.1932 erstmalig in die SA eingetreten sind, sowie SA-Anwärter erhalten dieses Abzeichen nicht." Einen Bezug auf eine Mitgliedschaft oder eine niedrige Mitgliedsnummer in der NSDAP war keine Voraussetzung für das Recht zum Tragen dieses Winkels. Die teilweise in der Fachliteratur geltend gemachte Behauptung, dass eine niedrige Mitgliedsnummer bis zur Nr. 300.000 eine Voraussetzung für das Recht zum Tragen des Winkels "aus einer 1 cm breiten mit rot durchwirkten Goldtresse" gewesen sei, entspricht nicht den Tatsachen. Der Dienstgrad war unerheblich und so wurde dieser Winkel von allen SA-Dienstgraden gleichermaßen getragen.
Doch bereits im September 1934 wurde – ausschließlich bei der SA – dieser Ehrenwinkel durch das neue System der sogenannten „Ehrenstreifen“ ersetzt. Diese zeigten die Zugehörigkeit zur SA (unabhängig von der Zeit der Mitgliedschaft in der NSDAP) durch eine Vielzahl unterschiedlich breiter Streifen an und wurden an beiden Unterarmen über dem Ärmelaufschlag des SA-Hemds bzw. des -Dienstrocks (Uniformjacke) getragen.

## NSKK-Ehrenwinkel
Der Ehrenwinkel des NSKK und seine Vergabe entsprach im Wesentlichen dem der Sturmabteilung. Der Ehrenwinkel wurde unterhalb des „Hoheitsabzeichen des Nationalsozialistischen Kraftfahrkorps“ getragen. Es gab von diesem Winkel drei Varianten. Zum einen eine durchwirkte Silbertresse mit zwei ca. 1 cm breiten braunen Trennstreifen auf braunem Untergrund und zum anderen die Silbertresse auf schwarzem Untergrund und mit schwarzen Trennstreifen. Diese Varianten wurden sowohl auch auf dem „großen Dienstanzug des NSKK“ (Braunhemd mit braunem Binder, schwarzer Sturzhelm bzw. graugrüne SA-Mütze, schwarze Reithosen mit schwarzen Schaftstiefeln und schwarzes Koppelzeug) und dem „kleinen Dienstanzug“ (graugrüne Uniformjacke mit dunkelgrauen Stehkragen, schwarze Reithosen mit dazugehörigen Schaftstiefel gleicher Farbe und schwarzem Koppelzeug) verwendet. Für Angehörige der NSKK-Motorbootstandarten wurde eine goldfarbene Ausführung auf dunkelblauen Untergrund hergestellt, da diese Marineuniformen verwendete. Vielfach wurde auch das „NSKK-Hoheitsabzeichen“ auch direkt in den Ehrenwinkel eingearbeitet, da man nur noch ein Abzeichen anstelle von zwei auf die Uniform anbringen musste.

## NSFK-Ehrenwinkel
Der Ehrenwinkel des Nationalsozialistischen Fliegerkorps (NSFK) leitet sich ebenfalls vom ehemaligen SA-Ehrenwinkel und dessen Vergabevorschriften ab. Im Gegensatz zu diesem bestand er jedoch aus einer durchwirkten Silbertresse, die zum einen auf einem hellbraunen Stoffuntergrund lag und die zwei ca. 1 cm breite braune Trennstreifen besaß. Diese Variante wurde auf dem sogenannten „großen Dienstanzug des NSFK“ (bestehend aus dem SA-Braunhemd, einer blaugrauen Reithose, einem schwarzen Binder und schwarzem Koppelzeug) getragen. Zum anderen wurde der Winkel auch auf einem blaugrauen Untergrund getragen, der auf dem „kleinen Dienstanzug“ getragen wurde. Dieser bestand aus einer graublauen SA-Mütze, dem Braunhemd der NSDAP mit schwarzem Binder, einer graublauen Uniformjacke, graublauen Reithosen, braunem Koppelzeug und schwarzen Schaftstiefeln.

## SS-Ehrenwinkel
Der SS-Ehrenwinkel leitete sich per Tradition ebenfalls vom damaligen SA-Ehrenwinkel ab und wurde am 15. Dezember 1934 durch Adolf Hitler eingeführt. Abweichend zu der Verleihungsvorschrift innerhalb der SA galt bei der Schutzstaffel ursprünglich, dass ein Träger dieses Ehrenwinkels nur eine SS-Nummer bis 50.000 besitzen durfte. Alternativ dazu wurde bei höherer SS-Nummer eine NSDAP-Mitgliedsnummer bis 300.000 eingefordert, das heißt, dass das SS-Mitglied vor dem 30. Januar 1933 in die Nationalsozialistische Deutsche Arbeiterpartei eingetreten sein musste. Der Ehrenwinkel der SS bestand aus einer durchwirkten Silbertresse mit zwei ca. 1 cm breiten schwarzen Trennstreifen. Der Winkel lag anfänglich auf einem schwarzen Stoffuntergrund und wurde ab ca. 1939 durch einen ca. 1 cm breiten schwarzen Längsstreifen ersetzt. Der Ehrenwinkel wurde auf allen SS-Uniformen getragen. Das betraf auch die Angehörigen der Waffen-SS, die berechtigt waren, den SS-Ehrenwinkel auch auf den Uniformen der Waffen-SS zu tragen.

## SS-Ehrenwinkel mit Stern für ehemalige Polizei- und Wehrmachtsangehörige
Der Ehrenwinkel für ehemalige Polizei- und Wehrmachtsangehörige leitete sich vom SS-Ehrenwinkel ab und wurde ebenfalls wie dieser am 15. Dezember 1934 eingeführt. Dessen Träger waren unmittelbar aus der Polizei oder aus der damaligen Reichswehr in die SS übergetreten. Der Ehrenwinkel bestand aus einer durchwirkten Silbertresse mit zwei ca. 1 cm breiten schwarzen Trennstreifen. Zuzüglich war in der Mitte des Winkels ein handgestickter zehnzackiger Stern angebracht, der eine ehemalige Zugehörigkeit des Trägers in der Polizei oder der Reichswehr (nach 1935 der Wehrmacht) hinwies. Dieser Ehrenwinkel wurde in amtlicher Kurzform „SS-Ehrenwinkel mit Stern“ genannt und auf allen Uniformen der SS und der Waffen-SS getragen.
Im Oktober 1942 wurde dieser Ehrenwinkel durch den regulären SS-Ehrenwinkel ersetzt.

## Ehrenwinkel für Angehörige der Polizei, der Feuerwehr und der Technischen Nothilfe
Angehörige der Polizei, der Feuerwehr und der Technischen Nothilfe, die bereits vor dem 30. Januar 1933 der NSDAP beigetreten waren oder aber vor der Machtergreifung schon einer ihrer Untergliederungen wie der Sturmabteilung, dem Nationalsozialistischen Kraftfahrkorps oder der Schutzstaffel angehörten. Diese waren ab Oktober 1942 dazu berechtigt, den „SS-Ehrenwinkel für Alte Kämpfer“ zu ihrer Uniform zu tragen. Die Stoffunterlage besaß die Farbe der jeweiligen Uniform, wie sie in den entsprechenden Organisationen verwendet wurde. Mannschafts- und Offiziersdienstgrade verwendeten den Standard-Winkel der SS, Offiziere in den Generalsrängen besaßen den Ehrenwinkel in goldfarbener Ausführung.

## Ehrenwinkel für ehemalige Stahlhelm-Angehörige
Der Ehrenwinkel für ehemalige Stahlhelm-Angehörige stellt eine eigenständige Entwicklung dar und führt sich auf den Ehrenwinkel des späteren NS-Reichskriegerbundes zurück. Er wurde wie der SS-Ehrenwinkel am 15. Dezember 1935 für die ehemaligen Angehörigen des Stahlhelm, Bund der Frontsoldaten eingeführt, die zwischen 1933 und Sommer 1934 in die Sturmabteilung und in die Schutzstaffel eingetreten waren. Das heißt, die Träger mussten vor der Zwangseingliederung des Stahlhelms als „SA-Reserve II“ bereits Mitglieder der NSDAP bzw. vor dem sogenannten Röhm-Putsch der SS angehört haben.
Der Ehrenwinkel bestand aus zwei schwarzen gewobenen Stoffstreifen, die mittig durch einen grauen, ca. 0,5 cm dicken Aluminiumfaden voneinander getrennt waren. Der Ehrenwinkel besaß ebenfalls das Maß 9 × 8 cm und hatte damit die gleiche Größe wie die übrigen Ehrenwinkel der NS-Organisationen. Er wurde von den ehemaligen Stahlhelm-Mitgliedern, die nun in der SS-Verfügungstruppe dienten, anfänglich nur auf der erdgrauen Uniform und nicht auf den schwarzen Uniformen der SS getragen. Dieser Ehrenwinkel wurde im Gegensatz zu den anderen gebräuchlichen Varianten nicht auf dem rechten, sondern auf dem linken Oberarm getragen.
Im Oktober 1942 wurde dieser Ehrenwinkel durch den regulären SS-Ehrenwinkel ersetzt.

## Bekannte Träger (geordnet nach Organisation und Nummern)
- Max Amann (NSDAP-Nummer: 3)

Der „Ehrenwinkel der Alten Kämpfer“ (unten links) und andere Abzeichen der SS

- Philipp Bouhler (NSDAP-Nummer: 12)
- Karl Kaufmann (NSDAP-Nummer: 95)
- Friedrich Hildebrandt (NSDAP-Nummer: 3.653)
- Hans Weinreich (NSDAP-Nummer: 5.920)
- Walter Buch (NSDAP-Nummer: 7.733)
- Wilhelm Grimm (NSDAP-Nummer: 10.134)
- Martin Bormann (NSDAP-Nummer: 60.508)
- Albert Forster (SS-Nummer: 158)
- Heinrich Himmler (SS-Nummer: 168)
- Fritz Weitzel (SS-Nummer: 408)
- Kurt Daluege (SS-Nummer: 1.119)
- Sepp Dietrich (SS-Nummer: 1.177)
- Friedrich Karl von Eberstein (SS-Nummer: 1.386)
- Theodor Eicke (SS-Nummer: 2.921)
- August Heißmeyer (SS-Nummer: 4.370)
- Reinhard Heydrich (SS-Nummer: 10.120)
- Franz Xaver Schwarz (SS-Nummer: 38.500)
- Hans Baur (NSDAP-Nummer: 48.113; SS-Nummer: 171.865)
- Felix Steiner (SS-Nummer: 253.351)
- Leo von Jena (Ehrenträger)
- Karl Hanke (NSDAP-Nummer: 102 606; SS-Nummer: 203.103)
- Friedrich-Wilhelm Krüger (NSDAP-Nummer: 171.199; SS-Nummer: 6.123)